# Alejandro Sanabia
Alejandro « Alex » Sanabia (né le 8 septembre 1988 à San Diego, Californie, États-Unis) est un lanceur droitier de baseball évoluant Ligue majeure.

## Biographie

### Ligues mineures
Après des études secondaires à la Castle Park High School de Chula Vista (Californie), Alejandro Sanabia est drafté le 6 juin 2006 par les Marlins de la Floride au 32e tour de sélection. Il signe son premier contrat professionnel le 27 juin 2006.
Après avoir lancé comme releveur avec les Marlins de la GCL de la Gulf Coast League, il devient lanceur partant et porte les couleurs, au cours des années suivantes, des Jammers de Jamestown de la New York - Penn League (2007), des Grasshoppers de Greensboro de la South Atlantic League (2008), des Hammerheads de Jupiter de la Florida State League (2008) et des Suns de Jacksonville de la Southern League (2010).

### Ligue majeure
En 2010, Sanabia passe directement du niveau Double-A à la Ligue majeure. Il fait ses débuts en majeures avec les Marlins de la Floride comme lanceur de relève le 24 juin dans un match contre les Orioles de Baltimore. Le 18 juillet, face aux Nationals de Washington, il remporte sa première victoire au plus haut niveau. En 15 matchs joués pour les Marlins en 2010, dont 12 comme lanceur partant, il remporte 5 victoires contre 3 défaites et affiche une moyenne de points mérités de 3,73 en 72 manches et un tiers lancées.
Sanabia rate les quatre premiers mois de la saison 2011 en raison d'une blessure au coude. Après être revenu au jeu avec les Zephyrs de la Nouvelle-Orléans, il dispute trois parties avec les Marlins en septembre. Il lance exclusivement en ligues mineures en 2012 avant de faire son retour chez les Marlins l'année suivante. En 10 départs pour Miami en 2013, Sanabia remporte trois victoires contre sept défaites et sa moyenne de points mérités se chiffre à 4,88 en 55 manches et un tiers lancées.
Sanabia est réclamé au ballottage par les Diamondbacks de l'Arizona le 4 octobre 2013.

## Statistiques
| Saison | Équipe  | G  | GS | CG | SHO | V | D | SV | IP   | SO | ERA  |
| ------ | ------- | -- | -- | -- | --- | - | - | -- | ---- | -- | ---- |
| 2010   | Floride | 15 | 12 | 0  | 0   | 5 | 3 | 0  | 72.1 | 47 | 3,73 |
| Totaux | Totaux  | 15 | 12 | 0  | 0   | 5 | 3 | 0  | 72.1 | 47 | 3,73 |

Note : G = Matches joués ; GS = Matches comme lanceur partant ; CG = Matches complets ; SHO = Blanchissages ; 
V = Victoires ; D = Défaites ; SV = Sauvetages ; IP = Manches lancées ; SO = Retraits sur des prises ; ERA = Moyenne de points mérités.